# Фостерелла

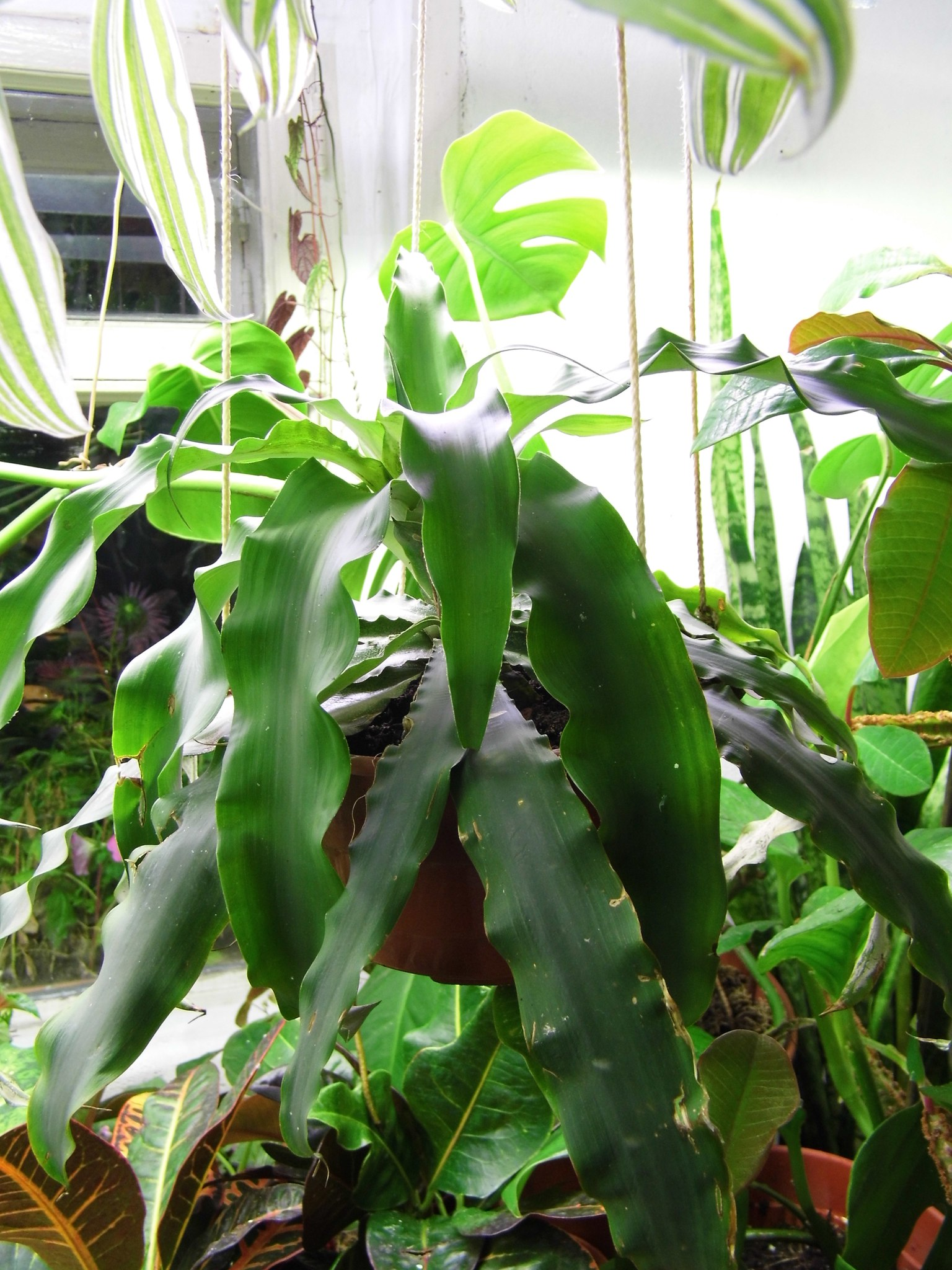
Fosterella vasquezii

Фостерелла (лат. Fosterella) — род растений семейства бромелиевые, подсемейства питкерниевые. Описан в 1960 году, назван в честь американского садовода и коллекционера Малфорда Б. Фостера (1888—1978).
Представители рода встречаются в Центральной и Южной Америке.

## Уход

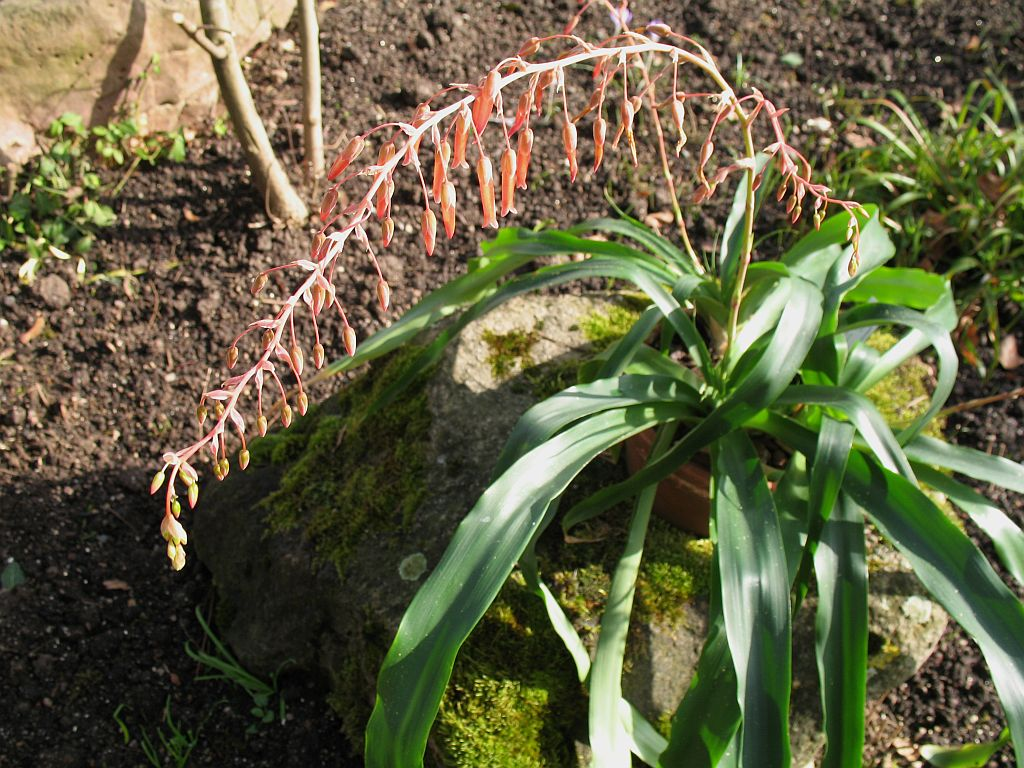
Fosterella spectabilis

В культуре редкое растение, довольно неприхотливое. Температура одинаковая в течение года, 18-25 °С.Предпочитает яркий рассеянный свет. Полив обильный, не слишком частый, поливать в розетку листьев мягкой водой. Хорошо относится к ежедневному опрыскиванию и повышенной влажности воздуха. Почва рыхлая, состоящая из садовой земли, торфа, сфагнума и рубленого древесного угля. При должном уходе выдает цветонос высотой до полуметра, соцветие - метелка. После цветения цветонос обрезают на уровне розетки. Через некоторое время рядом начинает развиваться новое растение, а старая розетка постепенно отмирает.

## Виды
По информации базы данных The Plant List, род включает 31 вид:
- Fosterella albicans (Griseb.) L.B.Sm.
- Fosterella aletroides (L.B.Sm.) L.B.Sm.
- Fosterella batistana Ibisch, Leme & J.Peters
- Fosterella caulescens Rauh
- Fosterella chaparensis Ibisch, R.Vásquez & E.Gross
- Fosterella christophii Ibisch, R.Vásquez & J.Peters
- Fosterella cotacajensis M.Kessler, Ibisch & E.Gross
- Fosterella elviragrossiae Ibisch, R.Vásquez & J.Peters
- Fosterella floridensis Ibisch, R.Vásquez & E.Gross
- Fosterella gracilis (Rusby) L.B.Sm.
- Fosterella graminea (L.B.Sm.) L.B.Sm.
- Fosterella hatschbachii L.B.Sm. & Read
- Fosterella heterophylla Rauh
- Fosterella kroemeri Ibisch, R.Vásquez & J.Peters
- Fosterella micrantha (Lindl.) L.B.Sm.
- Fosterella nicoliana J.Peters & Ibisch
- Fosterella pearcei (Baker) L.B.Sm.
- Fosterella penduliflora (C.H.Wright) L.B.Sm.
- Fosterella petiolata (Mez) L.B.Sm.
- Fosterella rexiae Ibisch, R.Vásquez & E.Gross
- Fosterella robertreadii Ibisch, R.Vásquez & J.Peters
- Fosterella rojasii (L.B.Sm.) L.B.Sm.
- Fosterella rusbyi (Mez) L.B.Sm.
- Fosterella schidosperma (Baker) L.B.Sm.
- Fosterella spectabilis H.E.Luther
- Fosterella vasquezii E.Gross & Ibisch
- Fosterella villosula (Harms) L.B.Sm.
- Fosterella weberbaueri (Mez) L.B.Sm.
- Fosterella weddelliana (Brongn. ex Baker) L.B.Sm.
- Fosterella windischii L.B.Sm. & Read
- Fosterella yuvinkae Ibisch & al.